# Bogata, wolna, samotna
Bogata, wolna, samotna (ang. A New Leaf) – amerykańska komedia romantyczna z 1971 roku.

## Główne role
- Walter Matthau – Henry Graham
- Elaine May – Henrietta Lowell
- Jack Weston – Andy McPherson
- George Rose – Harold
- James Coco – Wujek Harry
- Doris Roberts – Pani Traggert
- Renée Taylor – Sally Hart
- William Redfield – Beckett
- Graham Jarvis – Bo
- Jess Osuna – Frank
- David Doyle – Mel

## Nagrody i nominacje
Złote Globy 1971
- Najlepsza komedia/musical (nominacja)
- Najlepsza aktorka w komedii/musicalu – Elaine May (nominacja)